# Thủy điện Bản Rạ
Thủy điện Bản Rạ là thủy điện xây dựng trên sông Quây Sơn tại vùng đất bản Rạ xã Đàm Thủy huyện Trùng Khánh tỉnh Cao Bằng, Việt Nam .
Thủy điện Bản Rạ có công suất lắp máy 18 MW với 3 tổ máy, khởi công tháng 9/2007, hoàn thành tháng 4/2012 .
Thủy điện Bản Rạ nằm cách thác Bản Giốc  cỡ 4,5 km theo đường sông Quây Sơn phía thượng nguồn.
Nước từ hồ chứa được dẫn theo đường ống và kênh riêng qua nhà máy điện  rồi trả lại sông ở bản Gun, bỏ lại một đoạn sông cỡ 3 km mất nước.

## Tác động môi trường dân sinh

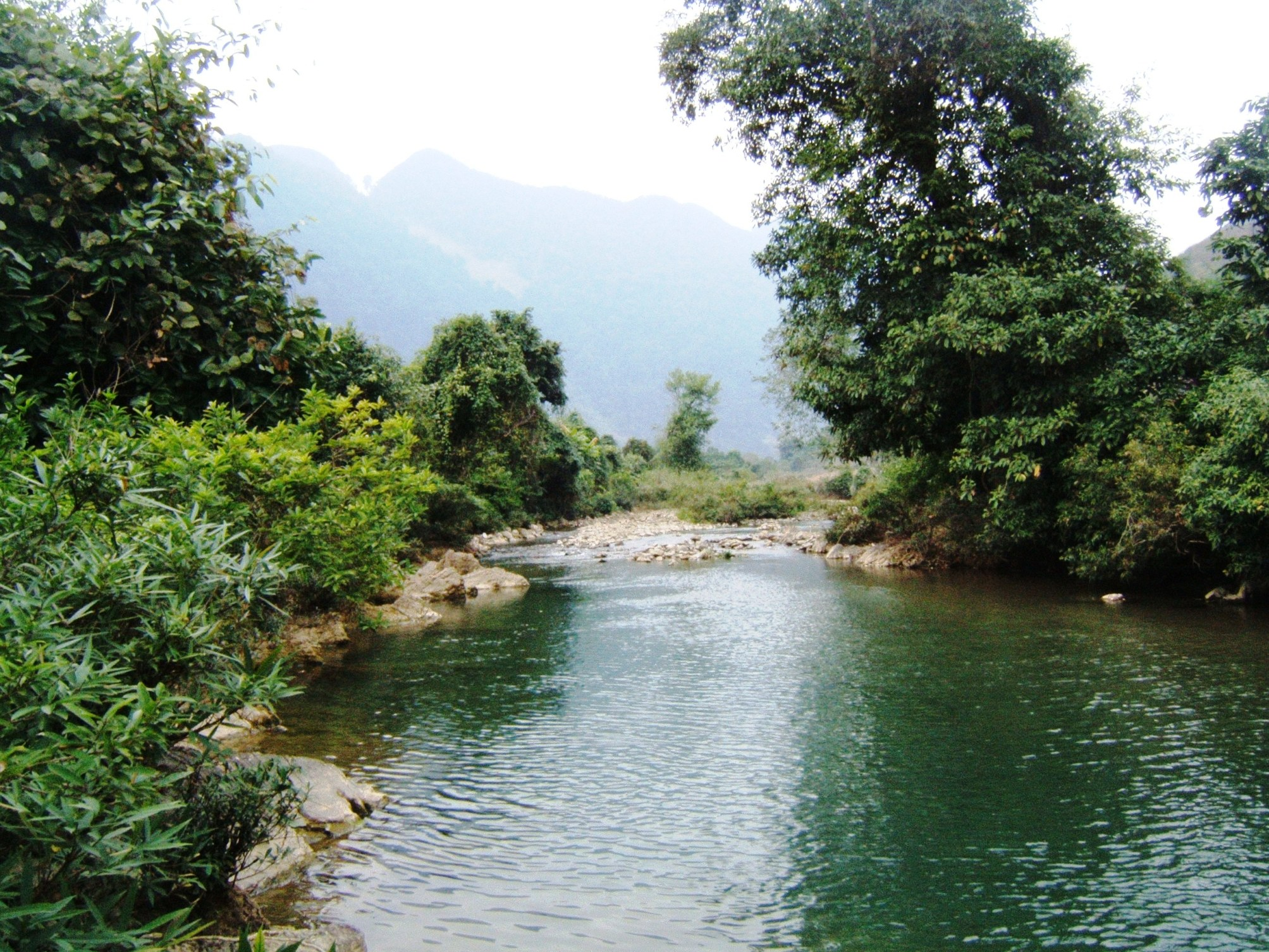
Thủy điện Bản Rạ chặn dòng làm đoạn sông mất nước.

Thủy điện Bản rạ chặn dòng, trả nước lại sông ở bản Gun. Điều này dẫ đến làm giảm bớt nước cấp cho đoạn sông cỡ 3 km sau đập chắn đến bản Co Muông. Nó dẫn đến ngày 23/1/2008, chủ đầu tư là Công ty Đông Bắc đã lập Giấy cam kết với UBND huyện Trùng Khánh và xã Đàm Thủy là trong quá trình thi công cũng như khi hoàn thành thủy điện sẽ không làm ảnh hưởng đến tưới tiêu khu vực lân cận. Nếu hộ nào bị ảnh hưởng sẽ có trách nhiệm đền bù sản lượng mỗi năm một vụ với năng suất cao nhất trong vùng .
Năm 2009, quá trinh thi công nhà máy và đường dãn nước đã phá hủy gần 3000 m hệ thống kênh mương, gây thiếu nước canh tác cho khoảng gần 100 ha lúa, ngô và hoa màu của người dân xã Đàm Thủy .
Sau khi nhà máy hoạt động đã gây ảnh hưởng đến nước sinh hoạt sản xuất của nhiều thôn bản, nhưng nhà máy rất lề mề trong chi trả đền bù theo cam kết đã ký .